# 中非共和国野生动植物
中非共和国的野生生物分布在广袤的刚果河流域的热带雨林和大稀树草原之间的自然栖息地，1850年之前那里的人口密度为每平方公里小于0.5到。这里有二二七五五○○○公顷的森林面积，处于国家公园间，是野生动物最丰富的地带之一。过去这里野生生物的损失令人震惊，原因是猎人对象牙和野生动物肉类的贪婪掠夺，这些人大部分来自中非共和国全国各地的与乍得和苏丹边境交换的阿拉伯奴隶。
法国殖民者和后来的中非共和国政府认识到捕猎对野生动物的严重威胁，制定了法律、成立国家公园和保护区，这些保护区覆盖了16.6％的国家面积。最有名的三个国家公园，被称为“在世界上最大的河马栖息地”的馬諾沃-貢達聖弗洛里斯國家公園、北部的巴明吉—班戈兰国家公园，以及有大片雨林的赞加-桑加保护区。馬諾沃-貢達聖弗洛里斯國家公園由于动植物种类的多样化被列入了1988年联合国教科文组织世界遗产名录。
不过，法律文书并不能控制偷猎活动，因为保护区的公共支持力度始终不够，盗猎者和伐木者的活动甚至在国家公园都十分猖獗。中非砍伐的绝大部分木材均出口欧洲。
中非的野生生物种类繁多，包括约3600种植物、663种鸟类、209种哺乳动物（包括2种特有物种和11种濒危物种）、187种爬行动物和29种两栖动物。